# Amadeu IX, Duque de Saboia
Amadeu IX (1 de fevereiro de 1435 – 30 de março de 1472), apelidado de Amadeu, o Feliz, foi o Duque de Saboia de 1465 até sua morte. Era o filho mais velho de Luís, Duque de Saboia, e sua esposa Ana do Chipre.
Acometido de epilepsia e irresoluto como governante, ele deixou Iolanda comandando o governo em 1471. Uma revolta liderada por três de seus filhos obrigaram Amadeu a se refugiar na cidadela de Montmélian, depois em Grenoble. Até que o rei Luís XI da França, irmão de Iolanda, mobilizou suas tropas para acabar com a revolta.
Amadeu viajou como peregrino a Roma, onde permaneceu por algum tempo. Morreu em Vercelli, conhecido por sua caridade e por sua preocupação com os pobres. Em 1677, ele foi beatificado por seu trabalho com os pobres e necessitados.

## Descendência
Amadeu e Iolanda da França tiveram dez filhos:
- Luís (1453);
- Ana (1455 - fevereiro de 1480), casada com Frederico de Aragão, futuro Frederico IV de Nápoles;
- Carlos (15 de setembro de 1456 - 1471);
- Maria (c. 1459 - c. 1512), casada com Filipe de Baden-Hochberg;
- Beata Luísa de Saboia (28 de dezembro de 1461 - 24 de julho de 1503), casada com Hugo de Châlons, conde de Orbe. Ela se tornou uma freira clarissa e também foi beatificada.
- Felisberto (7 de agosto de 1465 - 22 de abril de 1482), duque de Saboia;
- Bernardo (4 de fevereiro - 3 de setembro de 1467);
- Carlos (29 de março de 1468 - 13 de março de 1490), duque de Saboia;
- Jaime Luís (julho de 1470 - 27 de julho de 1485), conde de Genevois;
- João Cláudio (agosto - 7 de novembro de 1472).